# Distrito de Svitavy
El distrito de Svitavy es uno de los cuatro distritos que forman la región de Pardubice, República Checa, con una población estimada a principio del año 2018 de 104 316 habitantes. Se encuentra ubicado en el centro-norte del país, al este de Praga, cerca de la frontera con Polonia. Su capital es la ciudad de Svitavy.

## Localidades (población año 2018)
- Banín 313
- Bělá nad Svitavou 509
- Bělá u Jevíčka 373
- Benátky 363
- Bezděčí u Trnávky 202
- Biskupice 449
- Bohuňov 161
- Bohuňovice 112
- Borová 1014
- Borušov 179
- Březina 341
- Březinky 130
- Březiny 145
- Březová nad Svitavou 1666
- Brněnec 1305
- Budislav 457
- Bystré 1566
- Cerekvice nad Loučnou 845
- Chmelík 189
- Chornice 866
- Chotěnov 124
- Chotovice 128
- Chrastavec 209
- Čistá 974
- Desná 349
- Dětřichov 329
- Dětřichov u Moravské Třebové 194
- Dlouhá Loučka 542
- Dolní Újezd 1963
- Gruna 215
- Hartinkov 52
- Hartmanice 284
- Horky 121
- Horní Újezd 410
- Hradec nad Svitavou 1693
- Janov 980
- Janůvky 56
- Jaroměřice 1181
- Jarošov 184
- Javorník 404
- Jedlová 1022
- Jevíčko 2850
- Kamenec u Poličky 547
- Kamenná Horka 305
- Karle 394
- Koclířov 710
- Korouhev 814
- Koruna 140
- Křenov 395
- Kukle 78
- Kunčina 1382
- Květná 427
- Lavičné113
- Linhartice 642
- Litomyšl 10 278
- Lubná 961
- Makov 317
- Malíkov 93
- Městečko Trnávka 1401
- Mikuleč 235
- Mladějov na Moravě 433
- Morašice 719
- Moravská Třebová 10 111
- Nedvězí 212
- Němčice 999
- Nová Sídla 218
- Nová Ves u Jarošova 69
- Oldřiš 653
- Opatov 1152
- Opatovec 685
- Osík 1016
- Pohledy 312
- Polička 8751
- Pomezí 1229
- Poříčí u Litomyšle 464
- Příluka 168
- Pustá Kamenice 321
- Pustá Rybná 158
- Radiměř 1114
- Radkov 121
- Řídký 68
- Rohozná 658
- Rozhraní 318
- Rozstání 237
- Rudná 168
- Rychnov na Moravě 633
- Sádek 530
- Sebranice 991
- Sedliště 240
- Široký Důl 420
- Sklené 227
- Slatina 159
- Sloupnice 1704
- Staré Město 1012
- Stašov 262
- Strakov 229
- Študlov 115
- Suchá Lhota 91
- Svitavy 16 937
- Svojanov 367
- Telecí 434
- Třebařov 904
- Trpín 421
- Trstěnice 510
- Tržek 163
- Újezdec 106
- Útěchov 307
- Vendolí 964
- Vidlatá Seč 286
- Víska u Jevíčka 159
- Vítějeves 423
- Vlčkov 102
- Vranová Lhota 447
- Vrážné 69
- Vysoká 36
- Želivsko 33